# Dumas Művei
A Dumas Művei a Christensen és Társa Gutenberg Könyvkiadó Vállalat könyvsorozata volt az 1920-as években, amely az Idősebb Dumas műveit tette magyar nyelven hozzáférhetővé díszes borítójú kötetekben. A sorozat a következő műveket tartalmazta:
- A fekete tulipán I–II.
- A három testőr I–IV.
- Husz év mulva I–VI.
- Bragelonne vicomte I–XV.
- A menyasszonyi ruha
- Monte-Cristo gróf I–IX.
- A világ ura I–VII.
- A milliomos menyasszony I–VI.
- Holt kéz I–VI.
- Ange Pitou I–VI.
- D'Artagnan fia I–IV.
- Mária Antónia és lovagjai I–III.
- A két Diana I–IV.
- A bársonynyakékes hölgy
- Akté / Pamphile kapitány
- Egy orvos emlékiratai I–XII.
- A szavojai herceg apródja I–IV.
- Bölcs Miklós
- D'Harmental lovag I-III. - Olifus apó házasságai (Két kötetben, egybekötve Olifus apó házasságaival)
- Athos öregkora I-IV.